# Exetastes rufiventris
Exetastes rufiventris is een vliesvleugelig insect (orde Hymenoptera) uit de familie van de gewone sluipwespen (Ichneumonidae). De wetenschappelijke naam van de soort werd in 1846 als Banchus rufiventris gepubliceerd door Gaspard Auguste Brullé voor een soort die werd verzameld in Brazilië.

## Homoniemen
Voor Exetastes rufiventris Meyer, 1929 zie Exetastes cornaroae Kittel, 2016